# 160号美国国道
160号美国国道（英語：U.S. Route 160）是一條跨越美國東西方的國道，全长2358公里，西起亚利桑那州的圖巴市西部（89号美国国道8公里处），东至密苏里州的波普勒布拉夫西南（67号美国国道和158号密苏里州州道之交汇处）。
此國道在1975年因作為C·W·麥考爾的乡村音乐歌曲《狼溪山口》中來往狼溪山口和帕戈薩斯普林斯的道路而著名。

## 164號美國國道
164號美國國道，曾是64號美國國道的支線，從科羅拉多州的科爾特斯到亞利桑那州附近的89號美國國道。1970年，160號美國國道取代164號美國國道。

## 经过的州
- 亞利桑那
- 堪薩斯
- 科羅拉多
- 新墨西哥
- 密蘇里